# Саланьяк, Жан де Гонто
Жан де Гонто, барон де Саланьяк (фр. Jean de Gontaut, baron de Salagnac; 1553, замок Саланьяк — 16 октября 1610, Стамбул) — французский военачальник, государственный деятель и дипломат, член Государственного и Тайного советов Генриха IV.

## Биография
Сын Армана де Гонто, сеньора де Саланьяка, и Жанны де Салиньяк.
Поступил на службу в 1572 году в роту своего дальнего родственника Армана де Гонто-Бирона, в следующем году участвовал в осаде Ла-Рошели. В 1575 году присоединился к Генриху Наваррскому, который назначил его своим личным советником и камергером.
В январе 1577 года был при взятии Ла-Реоля, в феврале Марманда, затем в битве при Нераке, при взятии Флёранса и Сент-Эмильона в 1579 году. В мае 1580 был опасно ранен при взятии Каора. В том же году король Наваррский дал ему губернаторство в Перигоре и генеральное наместничество в Верхнем и Нижнем Лимузене.
В 1586 году участвовал в обороне Монсегюра, где был ранен, а затем во взятии Тальмона и Шизе, защищал Кастийон от герцога Майенского; в октябре сопровождал Генриха на конференцию в Сен-Бри. В следующем году отличился в битве при Кутра, в 1588 году участвовал во взятии Л’Иль-Марана, Ла-Гарнаша и Ньора, в 1589 Лудёна, Л’Иль-Бушара, Мирбо, Шательро, Вивонна и Аржантана, В 1590 году король направил его в Англию, Фландрию и Германию, откуда де Саланьяк привел ему на помощь иностранные войска.
В 1592 году участвовал в осаде Руана и был одним из тех, кто склонил Генриха к обращению в католицизм.
Был произведен в лагерные маршалы (первое жалование получил 1 января 1594), 22 марта сопровождал короля при вступлении в Париж, затем при осаде Лана. В 1595 году участвовал в битве при Фонтен-Франсез.
В 1596 году обратился в католицизм, и 21 июня получил 2 тыс. экю пенсиона. В 1597 году участвовал в осадах Ла-Фера и Амьена. В июне 1599 отставлен от должности генерального наместника Лимузена.
С 1605 года был послом в Османской империи. В 1604 году пожалован в рыцари ордена Святого Духа, но сам орден не получил, поскольку умер в Константинополе. Брат посла Жак де Гонто, сеньор де Карла, сообщил регентше Марии Медичи о его смерти депешей от 17 октября 1610 года.

## Семья
Жена (29.05.1585): Маргерит Юро де Л’Опиталь, дочь Робера Юро де Л’Опиталя, сеньора де Белеба и де Вальграна, и Мадлен де Л’Опиталь.
Дети:
- Франсуа де Гонто (ок. 1598 — 02.1624), барон де Саланьяк. В 1611 определен придворным к юному Людовику XIII, затем знаменосец роты шеволежеров герцога Майенского. Участвовал в сражениях при Сабль-д’Олонне, на острове Ре и при Руайяне. Был холост
- Анри, крещён Генрихом IV
- Мари, монахиня в Фонтевро
- Катрин (ум. 10.06.1652), монахиня в аббатстве Троицы в Пуатье, затем аббатиса в Дора
- Анна
- Луиза
- Мадлен, монахиня в Монселе в Пикардии с 1612. В 1636 покинула монастырь, вместе с любовником-протестантом и отрядом в сто человек в ночь с 6 на 7 января 1640 захватила замок Саланьяк и более 60 тыс. ливров добычи и присвоила себе все титулы. В 1645 жаловалась в Парламент по поводу владений, которые её дядя Пьер де Гонто и его сын Жак унаследовали после смерти Франсуа де Саланьяка